# 蚌山区
蚌山区是中國安徽省蚌埠市下辖的一个市辖区。区域总面积为83.08平方公里，总人口21.83万人，是蚌埠市政治、經濟、文化和商貿中心，商貿發祥地。区人民政府驻南山路。
2004年1月，将蚌埠市中市区更名为蚌山区。蚌山区辖原中市区的天桥、青年、纬二路、胜利和黄庄5个街道；原东市区的宏业村、龙湖新村2个街道及烟墩村；原西市区朝阳街道的新建、东方红2个居委会，钓鱼台街道的友谊、雅郢2个居委会和施徐村；原郊区的燕山乡，雪华乡的邱桥、纪郭、沈圩3个村，长青乡的陶店、金圩2个村，秦集镇的仲集村。

## 行政区划
蚌山区下辖7个街道办事处、2个乡：
天桥街道、青年街道、纬二路街道、黄庄街道、宏业村街道、胜利街道、龙湖新村街道、燕山乡和雪华乡。

## 人口
根据(安徽省)蚌埠市第七次全国人口普查公报显示：蚌山区常住人口为171045人，男性占比49.85%，女性占比50.15%，年龄结构中0-14岁占比17.27%，15-59岁占比63.69%，60岁以上占比19.04%，65岁以上占比13.86%。